# Brian Mullan
Brian Mullan (Mineola, 23 april 1978) is een voormalig Amerikaans voetballer die zijn profcarrière afsloot bij Colorado Rapids uit de Major League Soccer. Hij won in zijn carrière vijf keer de MLS Cup.

## Clubcarrière
Mullan werd door Los Angeles Galaxy als negende gekozen in de MLS SuperDraft 2001. Mullan speelde twee jaar voor Los Angeles waarin hij in eenendertig wedstrijden vijf doelpunten maakte en vier assists gaf. In 2003 werd hij naar San Jose Earthquakes gestuurd. Bij San Jose werd hij een vaste waarde. In zijn eerste jaar bij de club wist hij met het team de MLS Cup te winnen. In 2006 vertrok hij naar Houston Dynamo. Bij Houston speelde hij in zijn eerste jaar eenendertig van de tweeëndertig wedstrijden.
Op 15 september 2010 werd Mullan naar Colorado Rapids gestuurd inruil voor Colin Clark. Op 22 april 2011 kwam Mullan negatief in het nieuws nadat hij in een wedstrijd tegen Seattle Sounders met een tweebenige tackle het been brak van Seattle-speler Steve Zakuani. Hij ontving een rode kaart en negen wedstrijden schorsing plus een boete van 5000 dollar. Op 7 juli 2012 maakte Zakuani zijn return, opmerkelijk genoeg tegen Colorado Rapids. Na de wedstrijd omhelsden Zakuani en Mullan, die gedurende de wedstrijd negatief werd ontvangen door het publiek in Seattle, elkaar waarna ze ook nog hun shirt uitwisselden.
Aan het einde van het seizoen in 2014 maakte Mullan bekend dat hij zou stoppen met profvoetbal.

## Interlandcarrière
Mullan maakte zijn debuut voor het Amerikaanse nationale team op 11 juli 2004 tegen Polen.
| Interlands van Brian Mullan voor Verenigde Staten | Interlands van Brian Mullan voor Verenigde Staten | Interlands van Brian Mullan voor Verenigde Staten | Interlands van Brian Mullan voor Verenigde Staten | Interlands van Brian Mullan voor Verenigde Staten | Interlands van Brian Mullan voor Verenigde Staten | Interlands van Brian Mullan voor Verenigde Staten |
| №                                                 | Datum                                             | Wedstrijd                                         | Uitslag                                           | Soort wedstrijd                                   | Doelpunten                                        |                                                   |
| Als speler bij San Jose Earthquakes               | Als speler bij San Jose Earthquakes               | Als speler bij San Jose Earthquakes               | Als speler bij San Jose Earthquakes               | Als speler bij San Jose Earthquakes               | Als speler bij San Jose Earthquakes               | Als speler bij San Jose Earthquakes               |
| ------------------------------------------------- | ------------------------------------------------- | ------------------------------------------------- | ------------------------------------------------- | ------------------------------------------------- | ------------------------------------------------- | ------------------------------------------------- |
| 1.                                                | 9 maart 2005                                      | Verenigde Staten – Colombia                       | 3 – 0                                             | Vriendschappelijk                                 | 0                                                 |                                                   |
| 2.                                                | 30 maart 2005                                     | Verenigde Staten – Guatemala                      | 2 – 0                                             | Kwalificatie WK 2006                              | 0                                                 |                                                   |
| Als speler bij Houston Dynamo                     |                                                   |                                                   |                                                   |                                                   |                                                   |                                                   |
| 3.                                                | 25 maart 2007                                     | Verenigde Staten – Ecuador                        | 3 – 1                                             | Vriendschappelijk                                 | 0                                                 |                                                   |
| 4.                                                | 28 maart 2007                                     | Verenigde Staten – Guatemala                      | 0 – 0                                             | Vriendschappelijk                                 | 0                                                 |                                                   |

Bijgewerkt t/m 4 januari 2015